# Hippeastrum aviflorum
Hippeastrum aviflorum é uma planta bulbosa herbácea perene florida, da família Amaryllidaceae, encontrada na Argentina.

## Taxonomia
Descrito por Dutilh em 1997.